# Piramidi di Pantiacolla

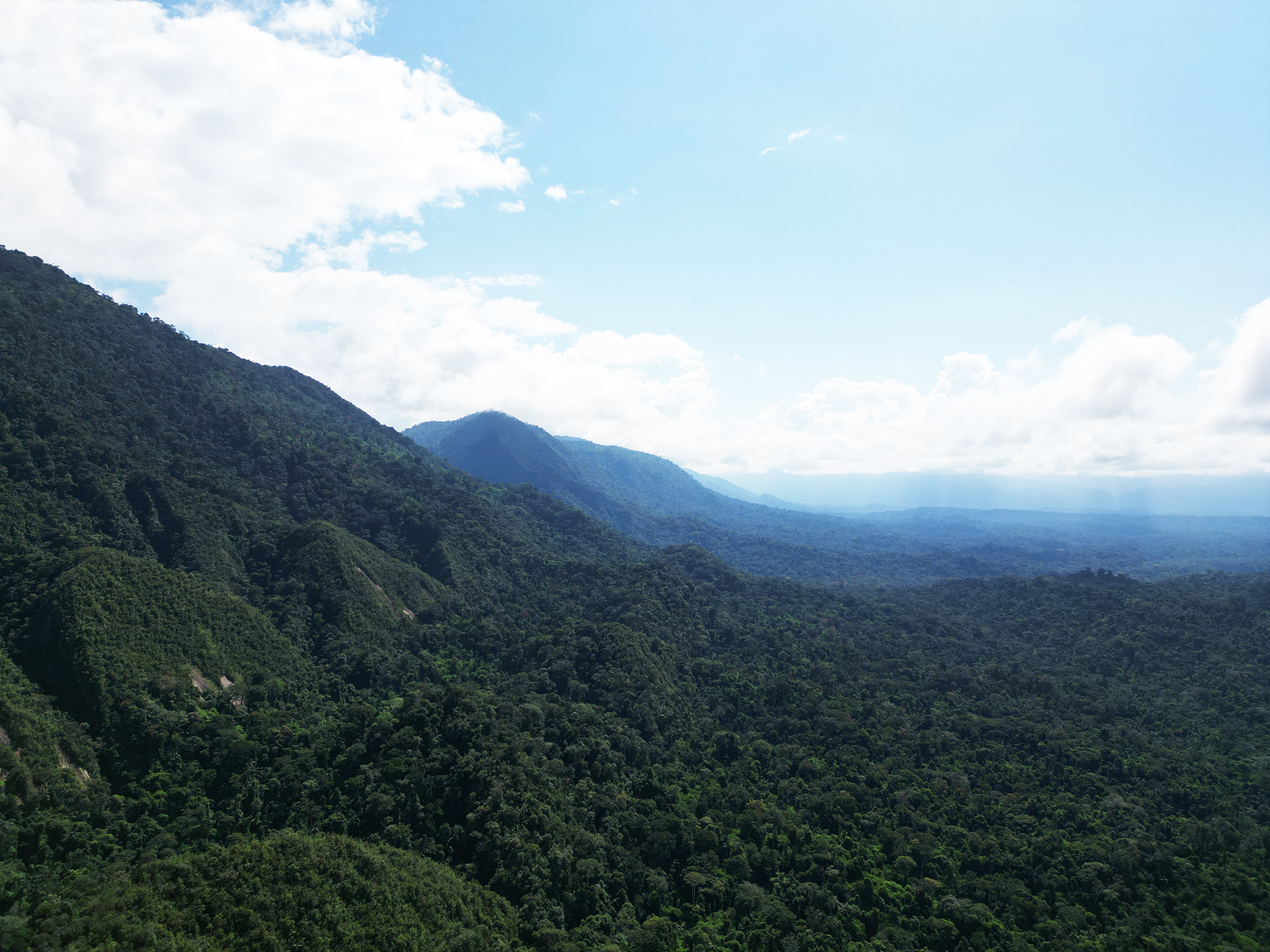
Piramidi di Paratoari

Le Piramidi di Pantiacolla conosciute anche come Piramidi di Paratoari, sono costituite da 12 monticcioli di circa 150 metri di altezza rispetto al suolo, ed ubicate nella sponda di sinistra del fiume Madre de Dios, in Perù. Individuate per la prima volta dai satelliti della NASA negli anni Settanta ma difficilmente raggiungibili per la posizione impervia, hanno destato interesse (sia in ambito scientifico sia in ambito divulgativo e mediatico) per l'ipotesi che siano di origine antropica, dovute ad un'antica civiltà. Vennero esplorate per la prima volta nel 1996 da Gregory Deyermenjian che ne ha dichiarato l'origine naturale, senza peraltro far cessare del tutto le ipotesi suggestive.

## Ubicazione
Le cosiddette piramidi sono monticcioli che appaiono disposti simmetricamente nella fotografia satellitare, situati tra il torrente Inchipato ed il torrente Paolotoa Chico (denominato anche Rio Negro), affluenti del fiume Madre de Dios nell'omonimo dipartimento peruviano. Non sono molto distanti dal sito dove si trovano i petroglifi di Pusharo, per questo motivo è stato proposto in passate di includerle in un circuito turistico comune.

## Esplorazioni
Le piramidi furono identificate inizialmente dal satellite della NASA C-S11-32W071-03 nel 1976. 
Il primo non indigeno che si avvicinò alle piramidi fu l'esploratore giapponese Yoshiharu Sekino, che però non vi poté giungere a causa delle difficoltà ambientali, degli insetti e della folta vegetazione tropicale.
Nell'agosto del 1996 l'esploratore statunitense Gregory Deyermenjian fu il primo occidentale a giungere alle piramidi insieme con Paulino Mamani, Dante Núñez del Prado, Fernando Neuenschwander, Ignacio Mamani, e il Machiguenga "Roberto". Deyermenjian ha descritto le piramidi come formazioni di sabbia dura naturali.
Questo non è bastato però a smorzare la curiosità nei confronti delle formazioni, di cui si dice che abbiano una disposizione simmetrica. Fra gli altri Thierry Jamin, esploratore francese, nel 2001 ha organizzato una spedizione nell'area e ne ha dato alle stampe una relazione.